# Knockando (Whiskybrennerei)
Knockando [ˌknɔkanˈduˑ] (schottisch-gälisch Cnoc Cheannachd; deutsch.: „Markthügel“) ist eine Whiskybrennerei in Knockando, Moray, Schottland. Die Brennerei gehört zum Spirituosenkonzern Diageo (ehemals United Distillers), der Whisky wird als Teil der Classic-Malts-Serie des Konzerns vermarktet.

## Geschichte
Die Brennerei Knockando wurde 1898 von Ian Thomson am Ufer des Flusses Spey gegründet. Der Gründung der Brennerei folgte eine Periode der Überproduktion, gefolgt vom Kollaps der Whisky-Industrie, dem so viele Brennereien zum Opfer fielen. Von 1900 bis 1904 war Knockando geschlossen. Dann wurde es zu einem sehr niedrigen Preis von 3500 £ an W & A Gilbey Ltd. verkauft. 1952 wurde es von Justerini & Brooks übernommen. 1969 wurde die Zahl der Brennblasen von 2 auf 4 verdoppelt. 1975 ging Knockando an die International Distillers & Vintners (IDV), einer Tochtergesellschaft von Grand Metropolitan. Die einmilliardste Flasche Knockando wurde 1985 in Anwesenheit der damaligen Premierministerin Margaret Thatcher abgefüllt. Grand Metropolian sind seit 1997 Teil von Diageo.

## Produktion
Die Brennerei hat heute eine Jahresproduktion von 1,5 Millionen Liter Alkohol. Knockando ist ein wichtiger Bestandteil des J&B Blends. Seit 2005 gehört Knockando zu den Classic Malts.

## Produkte

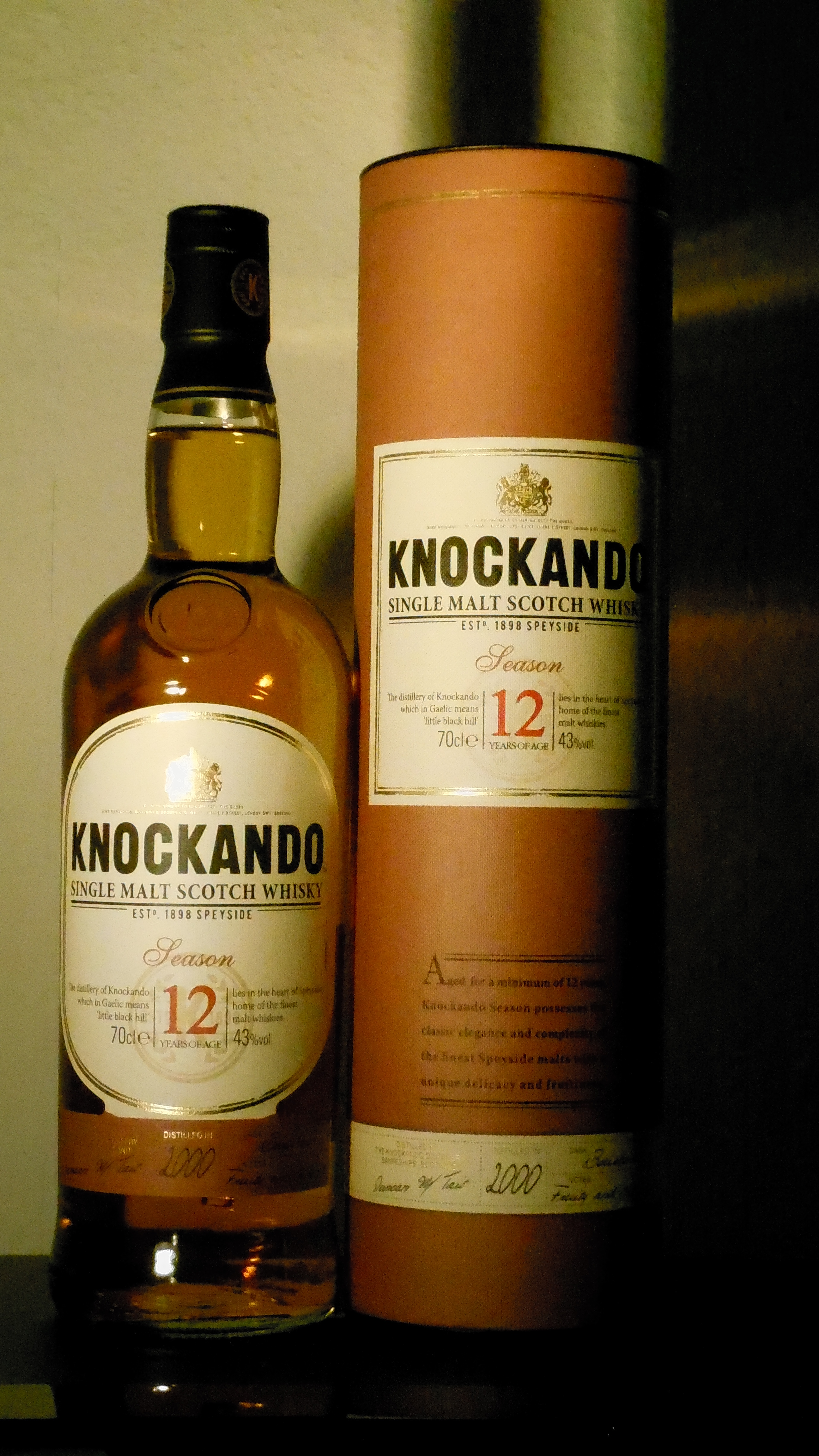
Der zwölfjährige Knockando

Knockando Single Malts werden als Jahrgangs-Whiskys abgefüllt, das heißt, sie tragen das Destillationsjahr und das Abfülljahr auf der Flasche. Der Standard-Single Malt ist 12 Jahre alt und hat 43 Vol.-% Alkohol. Weitere Abfüllungen werden mit 15, 18 und 21 Jahren angeboten.